# Chester Beatty Library
Die Chester Beatty Library (irisch Leabharlann Chester Beatty) ist ein Museum in Dublin, Irland.

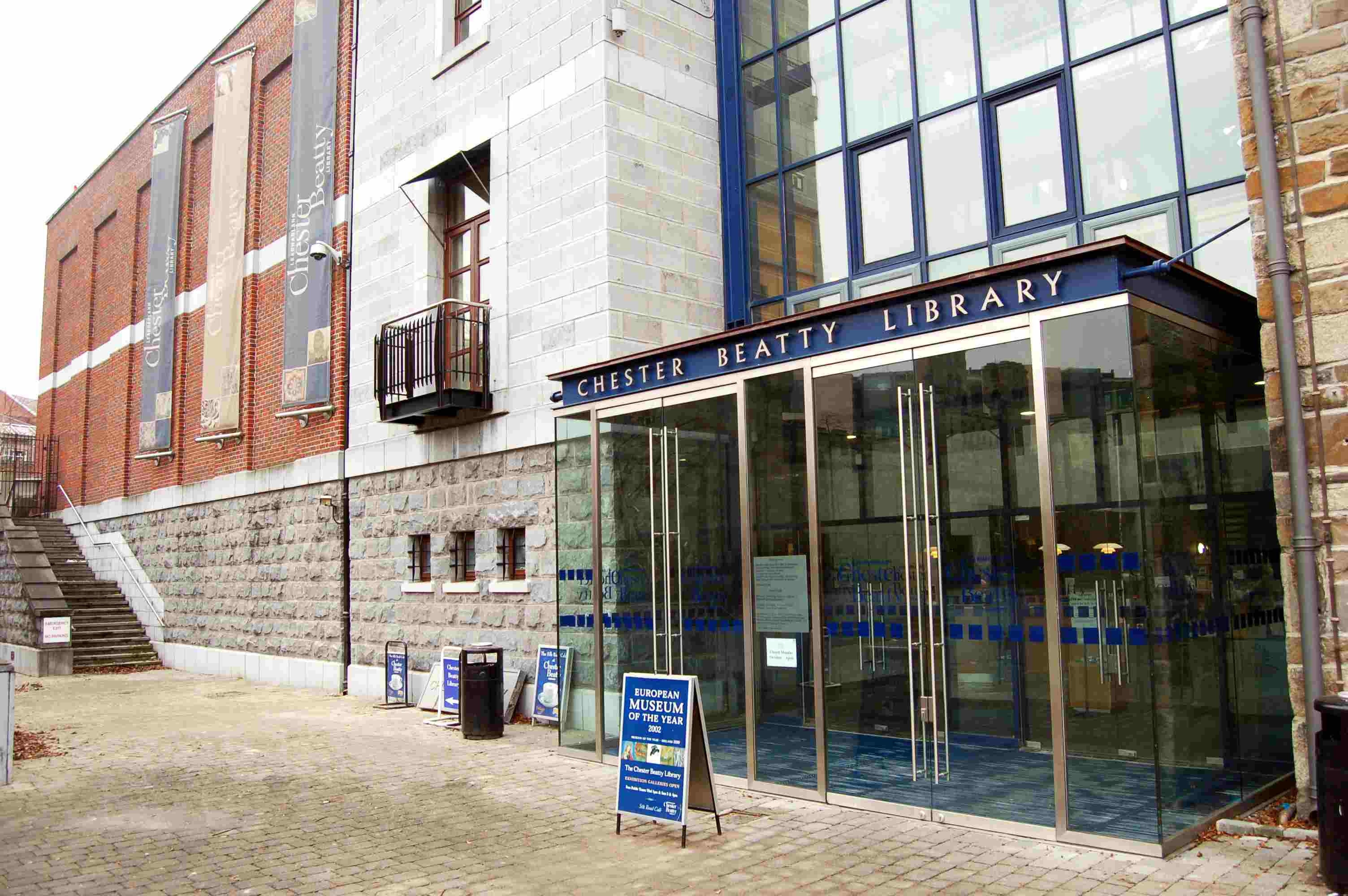
Eingang

Die Schwerpunkte der Sammlungen sind antike bis mittelalterliche Handschriften, Drucke, Bücher und Kunstgegenstände sakraler und säkularer Art, vor allem aus dem Mittleren und Fernen Osten. Für das Verständnis der Geschichte Ägyptens sowie des Umfeldes der Bibel und des Korans liefert die Sammlung wichtiges Quellenmaterial. Erwähnenswert sind beispielsweise eine Kopie des al-Muwatta von Malik ibn Anas, Teile der kolorierten Erstausgabe des Lebens des Propheten, das Evangelium des Mani und ein illustriertes Akbar-nāma.
Der Bestand basiert auf der umfangreichen Privatsammlung des amerikanischen Industriellen Alfred Chester Beatty.
Das Museum besteht seit 1950 und ist seit Februar 2000 im Dublin Castle untergebracht.
2002 wurde die Einrichtung als Europäisches Museum des Jahres ausgezeichnet. 

## Sehen sie auch
- Papyrus Chester Beatty